# Bru (volk)
De Bru (ook Brao, Bruu, Brou, of Bru-Vân Kiều genoemd; Thai: บรู) (betekenis: "volk dat in de bossen leeft") zijn een etnische groep die leeft in Thailand, Laos en Vietnam. Taalkundig en cultureel zijn ze nauw verwant aan de Khmer maar daarbij nogal beïnvloed door Laos.
De Bru zijn ook verwant aan de Pnongamvolken van Zuid-Vietnam en Oost-Cambodja. Wel verschillen ze hiervan in politiek en historisch opzicht. Ze worden ook vaak geassocieerd met de Lung-, Kravet- en Kreungvolken omdat deze vier volken sterk gelijkende talen spreken en hun culturen zich op vergelijkbare wijze hebben ontwikkeld.
De Bru spreken Bru, een Mon–Khmer taal, met verschillende dialecten. Hun totale aantal wordt geschat op omstreeks 130.000 door Ethnologue.

## Woonplaatsen
In Thailand wonen de meeste Bru in de provincies Changwat Sakon Nakhon en Changwat Mukdahan in het noordoosten.
In Laos wonen ze in de oostelijke provincie Savannakhet. 
In Vietnam wonen de Bru (in het Vietnamees Vân Kiều genoemd) in de provincies Quảng Bình, Quảng Trị, Đắk Lắk en Huế.

## Geschiedenis
Over de vroegste geschiedenis van de Bru is weinig bekend. Onderzoekers denken dat hun voorouders behoorden tot het koninkrijk van de Khmer, het Khmer-rijk, dat tussen ongeveer de 9e en de 13e eeuw grote delen van Cambodja, Laos en Thailand domineerde. Dit wordt ook gebaseerd op het verband tussen de  Mon-Khmertalen en het Bru van het Bolaven Plateau in de provincie Champasak in zuidoost Laos, dat ooit het centrum was van de beschaving van het Khmer-rijk.
Tijdens de Vietnamoorlog hadden de Bru ernstig te lijden van de conflicten rond hun woongebieden. In 1968 protesteerden de Bru in Cambodja voor het eerst tegen het gebruik maken van hun territorium door de overheid. De Cambodjaanse overheid reageerde snel met het zenden van tanks en militairen wat hun akkers en dorpen vernielde. Na de nederlaag van de Rode Khmer in Cambodja in 1979, gingen leden van de omvergeworpen regering door met het maken van propaganda in de landelijke gebieden van het noordoosten. De Bru sloten zich echter aan bij de nieuwe Volksrepubliek Kampuchea en accepteerden de vier provinciale gouvernementen die door Phnom Penh in hun gebied werden ingesteld.
In de tijd van de Vietnamoorlog waren de Bru in Thailand sterk betrokken bij revolutionaire activiteiten tegen de plaatselijke Thaise overheden. De centrale regering bestreed dit door zowel de militaire aanwezigheid te verhogen alsook meer uit te geven aan economische ontwikkeling. 
In Vietnam gaven de Bru tijdens de oorlog belangrijke steun aan de Viet Minhbeweging en later aan de Volksrepubliek Vietnam.

## Religie
Vooral in Thailand zijn de Bru aanhangers van het Theravada Boeddhisme, waarin ze niet afwijken van de Thaise bevolking. Daarnaast speelt animisme een rol wat meestal ook voorouderverering omvat. 
De Bru onderhouden ook een rijk erfgoed aan mythen en legenden die mondeling worden doorgegeven, daaronder verhalen over dieren. Het slimste dier is volgens hen de haas, de tijger is het dapperst. 

## Levensonderhoud

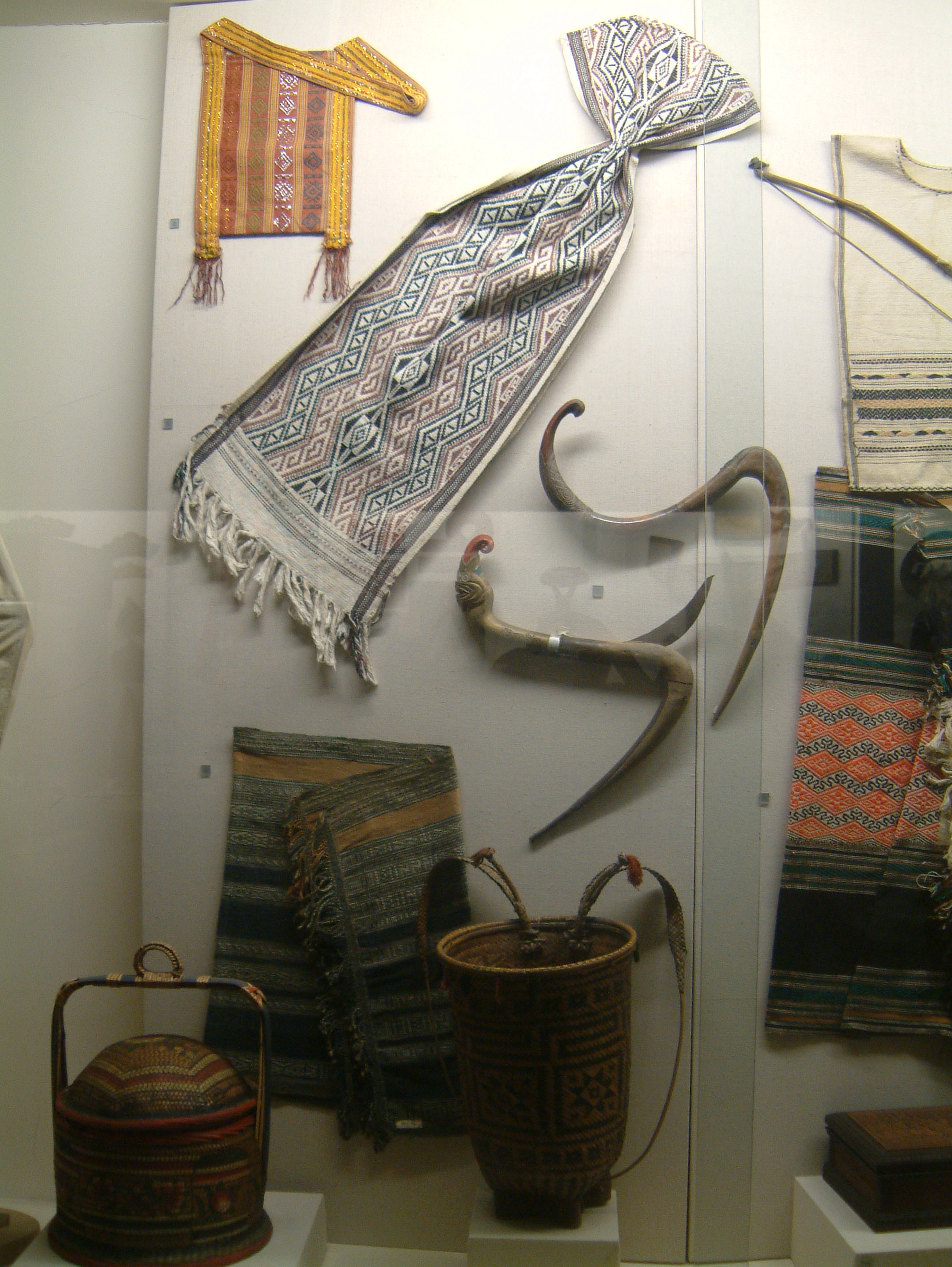
Voorwerpen traditioneel in gebruik bij de Bru

De belangrijkste economische activiteit is hakken en branden-landbouw. Hun basisvoedsel en meest verbouwde product is rijst, daarnaast worden ook vruchten, bonen en mais geteeld. Verder houden ze op kleine schaal dieren voor het vlees, beoefent men de jacht en visserij en worden huishoudelijke benodigdheden, zoals manden en matten van riet of stro, gemaakt.
De gebieden waar de Bru wonen bieden mogelijkheden voor meer welvaart, maar het gebrek aan een goede infrastructuur is een belemmering. Recente projecten om de verbouw van rubber, koffie, katoen en tabak te stimuleren ondervonden hierdoor problemen. Zowel in Cambodja als in Laos worden de Bru daarom als een marginale groep beschouwd. In Thailand hebben projecten in de regio Isan door de Thaise overheid tot een wat betere ontwikkeling onder de Bru geleid.

## Cultuur
De Bru zijn meestal langs waterwegen gevestigd. Traditioneel wonen ze in kleine huizen die zijn gebouwd op palen. De huizen zijn in een cirkel gerangschikt rond een gemeenschapsgebouw. Elk dorp is tamelijk onafhankelijk van naburige dorpen en heeft een eigen hoofdman. In de meer traditionele gebieden is dat vaak tegelijk de spirituele leider. In Thailand wordt het dorpshoofd gekozen door de dorpsbewoners, vaak alleen door de mannen. In Laos maakt het dorpshoofd deel uit van het plaatselijk overheidsbestuur.
De Bru kennen een patriarchale samenleving waar mannen een hogere status hebben dan vrouwen, en ouderen een hogere status dan jongeren.
Mannen kunnen meerdere vrouwen hebben. De vrouwen van een polygame man wonen vaak verspreid over verschillende dorpen waar hij afwisselend verblijft.